# Portrait de Philippe II
Le Portrait de Philippe II est une   peinture à l'huile sur toile de Titien, réalisée vers le milieu du XVIe siècle et conservée au Musée national de Capodimonte, à Naples.

## Histoire et description
On ne sait pas quand Titien a peint cette œuvre : le peintre a rencontré Philippe II d'Espagne en 1549, lors du premier voyage du roi en Italie, à Milan, puis entre 1550 et 1551, à Augsbourg ; on peut donc supposer que le portrait remonte au début des années 1550, et d'après l'âge que semble avoir le roi dans la peinture, peut-être plus précisément vers 1554. On ignore également comment le tableau est entré dans la collection Farnèse.
Philippe II est représenté en pied, vêtu de ses habits royaux, et portant le collier de l'Ordre de la Toison d'or : l'expression de son visage est pensive et austère, presque mélancolique, typique du souverain, avec un arrière-plan monochrome. Il s'agit d'un des meilleurs portraits de l'artiste, qui s'est beaucoup inspiré de son Portrait de Philippe II en armure, réalisé quelques années plus tôt et conservé au Musée du Prado à Madrid.